# Nieciągłość Mohorovičicia

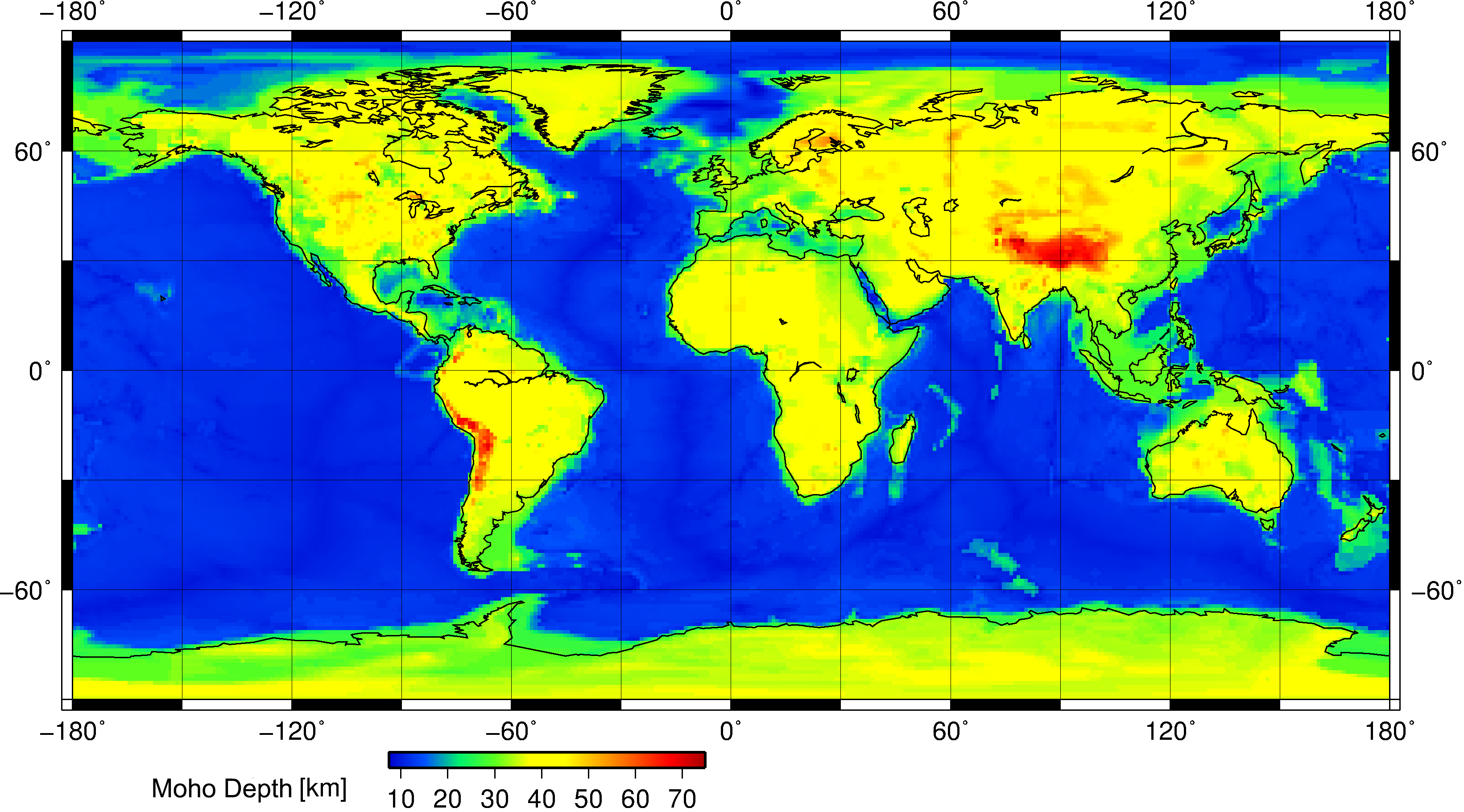
Mapa świata ukazująca pozycję nieciągłości Moho

Nieciągłość Mohorovičicia (nieciągłość Moho) – termin geologiczny, oznaczający granicę pomiędzy skorupą a płaszczem Ziemi. 
Jest to kilkusetmetrowej grubości warstwa przejściowa. Leży na różnych głębokościach. Pod oceanami średnio na głębokości 5–8 km, natomiast pod kontynentami znacznie głębiej – około 35 km. Pod wysokimi górami może leżeć na głębokości nawet do 80 km.

Wnętrze Ziemi, litera A wskazuje nieciągłość Moho

Odkryta została w 1909 przez Andriję Mohorovičicia, chorwackiego meteorologa i sejsmologa, który zauważył skokową zmianę prędkości fal sejsmicznych od ok. 7 km/s do nieco powyżej 8 km/s.

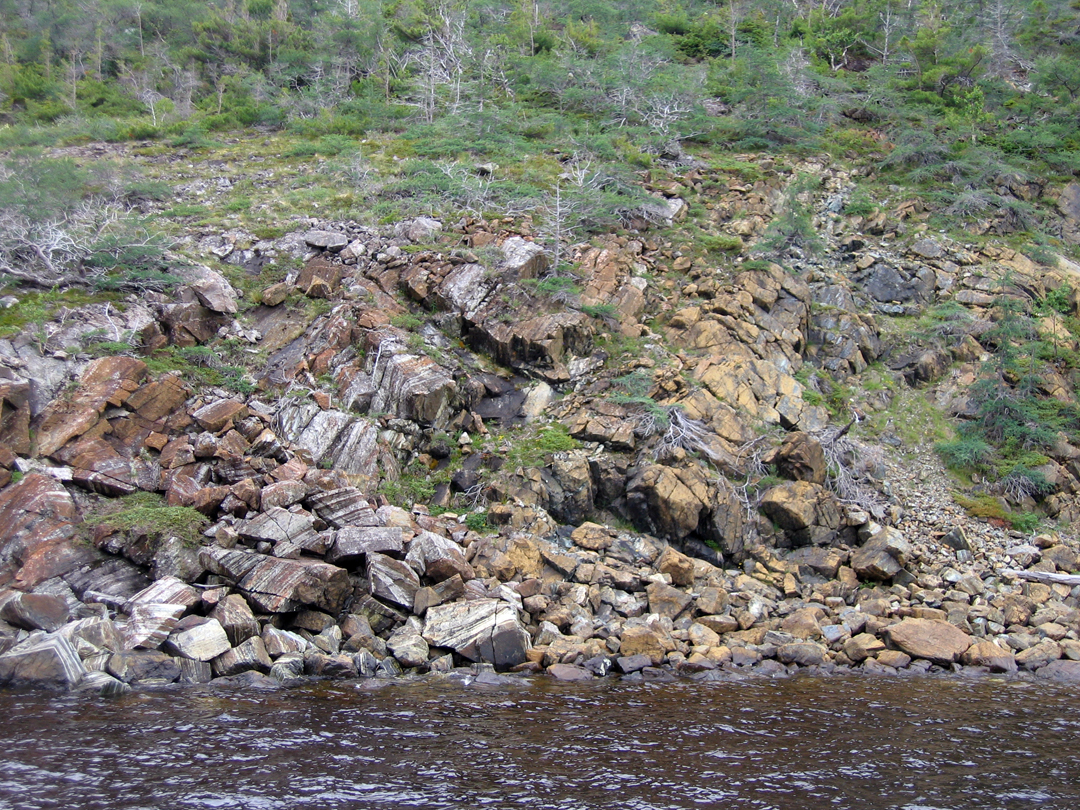
Odsłonięcie skał płaszcza, ukazujące nieciągłość Mohorovičicia z ordowiku w Nowej Fundlandii

Warunki panujące w skałach w tej strefie są znane dzięki odsłonięciom sekwencji ofiolitowej – fragmentów skorupy oceanicznej wyniesionych wskutek ruchów tektonicznych. Żadne wiercenia nie dotarły do obecnej nieciągłości Moho. Najgłębszy odwiert na lądzie sięga ponad 12 km pod powierzchnię (SG-3 na Półwyspie Kolskim), a na oceanie – 2111 metrów (statek JOIDES Resolution, odwiert 504B, wschodni Pacyfik) pod dnem. Na początku drugiej połowy XX wieku istniała propozycja wywiercenia otworu w dnie oceanu, który sięgałby do tej nieciągłości (tzw. Projekt MOHOLE), ale z powodu braku środków zaniechano jego realizacji w 1967.
W przeszłości wskutek ruchów tektonicznych w szeregu miejsc na Ziemi doszło do wyniesienia dawnej granicy Moho i jej odsłonięcia (ofiolity). Dzięki nim poznano procesy zachodzące w komorze magmowej prowadzące do powstawania nowej skorupy oceanicznej podczas spreadingu.